# Skywave

Propagazione delle onde spaziali e superficiali

La Skywave (letteralmente onda del cielo) è la propagazione di onde elettromagnetiche curvate indietro (rifratte) verso la superficie della Terra dalla ionosfera. Come risultato della propagazione della skywave, un segnale radiodiffuso da una stazione di radiodiffusione AM distante nella notte, o da una stazione ad onde radio corte (o durante la propagazione sporadica E stagionale) una stazione TV a bassa banda può a volte essere sentita così chiaramente come le stazioni locali.
(Ciò è distinto dalla propagazione dell'"onda di terra", che è diretta dal trasmettitore alla radio). La maggior parte della radiocomunicazione (fra 3 e 30 MHz) in HF a lunga distanza è il risultato della propagazione della skywave. Fin dai primi anni '20 gli operatori dei radioamatori, limitando la potenza del radiotrasmettitore (più bassa rispetto alla radio commerciale), hanno preso vantaggio dalla skywave a lunga distanza o comunicazione DX.

## Ruolo della ionosfera
La ionosfera è la regione più alta dell'atmosfera, dove l'aria neutra è ionizzata dai fotoni e dai raggi cosmici. Quando le onde radio raggiungono la ionosfera ad una bassa angolatura, esse vengono parzialmente riflesse dalla superficie. La ionosfera può essere anche simile a un prisma che rifrange; frequenze differenti sono "piegate" in quantità differenti.
Di gran lunga come la superficie dell'oceano interagisce con il vento, la condizione della ionosfera è in costante mutamento dovuto alla interazione con la radiazione in arrivo. Quando i segnali vengono "rimbalzati" fuori questa superficie irregolare, essi possono affievolirsi in segnali in e out avendo il "phasing", "flanging" o "fluttery" carattere familiare per gli ascoltatori di musica in radiodiffusione ad onde corte.
Dipendendo dall'antenna, i segnali approssimativamente sotto i 10 MHz durante il giorno e 5 MHz la notte possono raggiungere la ionosfera ad un notevole angolo (incidenza verticale) ed essere riflessi giù verso la Terra. Alternativamente, se l'antenna "punta" il segnale vicino all'orizzonte, il segnale raggiunge la ionosfera ad un angolo molto basso e ritorna verso la Terra a media e a lunga distanza.
La superficie della Terra (suolo ed acqua) riflette indietro l'onda in arrivo ancora verso la ionosfera. Il risultato di ciò si può paragonare a un masso "saltante" attraverso l'acqua, sì che l'onda può realmente "rimbalzare" o "saltare" fra la terra e la ionosfera due o più volte. Questo fenomeno è noto come propagazione multihop (letteralmente "propagazione a salti multipli"). I segnali di soli pochi watt di potenza possono a volte essere ricevuti a molte migliaia di miglia lontano.

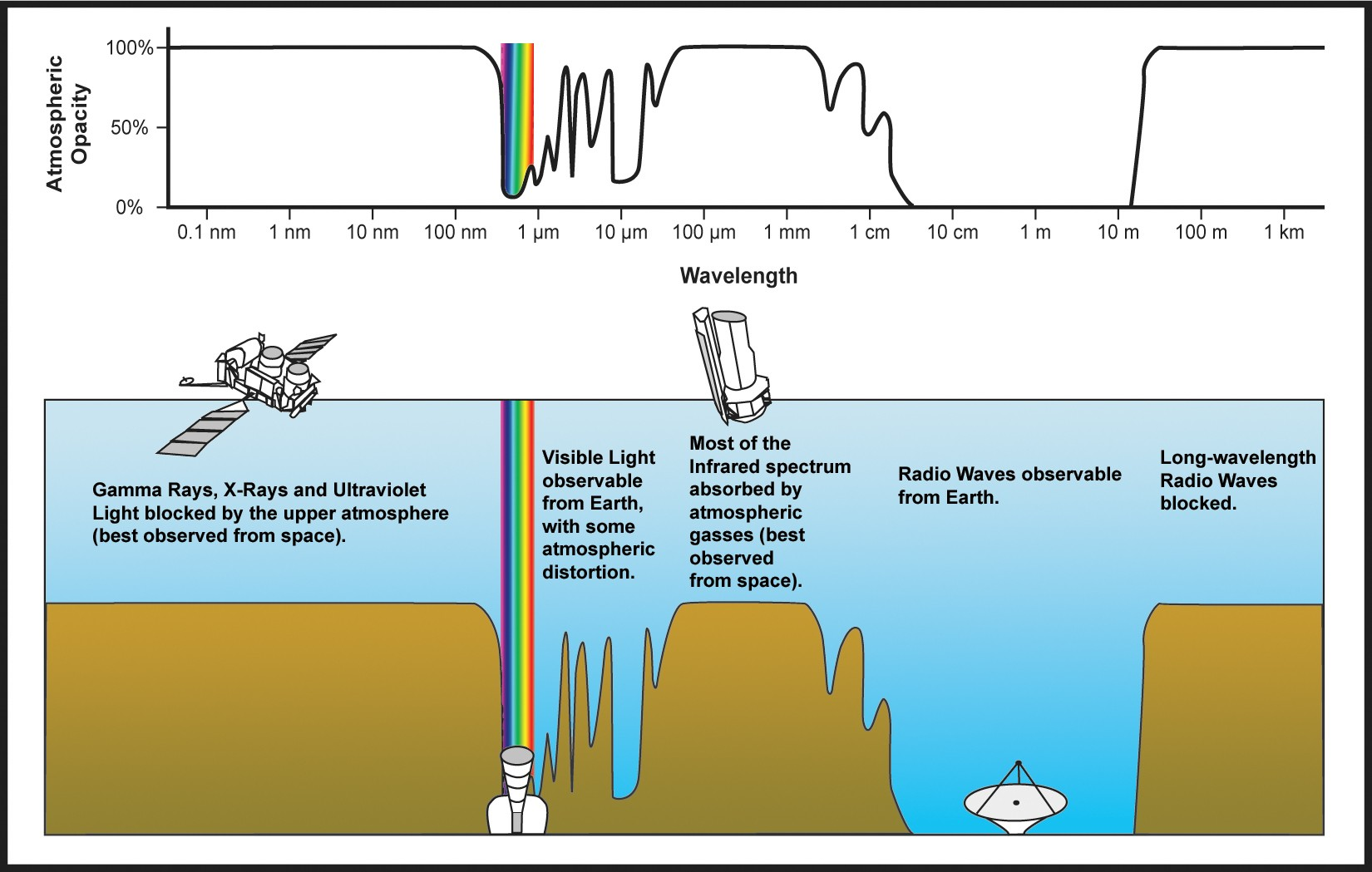
Traccia irregolare della trasmissione (o opacità) atmosferica della Terra a varie lunghezze d'onda di radiazione elettromagnetica, incluse le onde radio.

## Altre considerazioni
I segnali VHF con frequenze al di sopra dei 30 MHz di solito penetrano la ionosfera e non ritornano verso la superficie terrestre. L'E sporadico è una notevole eccezione, dove i segnali VHF incluso la radiodiffusione in FM e i segnali TV in VHF sono frequentemente riflessi verso la Terra durante la tarda primavera e inizio estate. L'E sporadico raramente interessa le frequenze UHF, tranne per i molto rari eventi al di sotto dei 500 MHz.
Le frequenze approssimativamente al di sotto dei 10 MHz (lunghezze d'onda più lunghe di 30 metri), includendo le radiodiffusioni in onde medie e le onde corte (e con qualche estensione per le onde lunghe), si propagano molto più efficientemente attraverso la skywave di notte. Le frequenze al di sopra dei 10 MHz (lunghezze d'onda più corte di 30 metri) si propagano tipicamente molto più efficientemente durante il giorno. Le frequenze più basse di 3 kHz hanno una lunghezza d'onda più lunga della distanza fra la Terra e la ionosfera. La frequenza massima usabile (in inglese maximum usable frequency, abbreviato MUF) per la propagazione della skywave è fortemente influenzata dal numero di macchie solari.
La propagazione della skywave è di solito degradata — a volte seriamente — durante le tempeste geomagnetiche. La propagazione della skywave sul lato illuminato della Terra può essere interamente distrutta durante improvvise perturbazioni ionosferiche.
Per il fatto che gli strati di più bassa altitudine (la E-layer in particolare) della ionosfera largamente spariscono di notte, lo strato rifrattivo della ionosfera, durante la notte, è molto più alto al di sopra della superficie della Terra, portando a un incremento nella distanza del salto della skywave.